# Jan Veselý (kierowca)
Jan Veselý – czeski kierowca wyścigowy.

## Biografia
Od 1975 roku wspólnie z bratem Jířím korzystał z samochodów RAF, którymi ścigał się w Formule Easter. W 1977 roku wygrał wyścig towarzyszący ETCC na torze w Brnie. W latach 80. startował m.in. w Pucharze Pokoju i Przyjaźni. W 1980 roku był czwarty w klasyfikacji końcowej Pucharu, zaś dwa lata później zdobył mistrzostwo. Ponadto w 1982 roku zdobył tytuł mistrzowski w Czechosłowackiej Formule Easter. W sezonie 1984 był wicemistrzem Pucharu Pokoju i Przyjaźni. W roku 1989 zdobył mistrzostwo Czechosłowackiej Formuły Mondial. W 1991 roku rywalizował w Niemieckiej Formule Renault, natomiast w latach 1994–1995 uczestniczył w Pucharze Peugeota 306.